# 三師会
三師会（さんしかい）とは、日本医師会、日本歯科医師会、日本薬剤師会を、あるいは地域の医師会、歯科医師会、薬剤師会を指す。
何らかの声明を発表する際やイベントを行う際などにまとめて呼ばれる。